# Mineral Springs (Carolina del Nord)
Mineral Springs és una població dels Estats Units a l'estat de Carolina del Nord. Segons el cens del 2000 tenia 1.370 habitants.

## Demografia
Segons el cens del 2000, Mineral Springs tenia 1.370 habitants, 475 habitatges i 387 famílies. La densitat de població era de 70 habitants per km².
Dels 475 habitatges en un 40,2% hi vivien nens de menys de 18 anys, en un 69,9% hi vivien parelles casades, en un 8,6% dones solteres, i en un 18,5% no eren unitats familiars. En el 14,9% dels habitatges hi vivien persones soles el 5,1% de les quals corresponia a persones de 65 anys o més que vivien soles. El nombre mitjà de persones vivint en cada habitatge era de 2,88 i el nombre mitjà de persones que vivien en cada família era de 3,2.
Per edats la població es repartia de la següent manera: un 28,3% tenia menys de 18 anys, un 7,2% entre 18 i 24, un 32,2% entre 25 i 44, un 23,6% de 45 a 60 i un 8,7% 65 anys o més.
L'edat mediana era de 36 anys. Per cada 100 dones de 18 o més anys hi havia 96 homes.
La renda mediana per habitatge era de 41.932 $ i la renda mediana per família de 44.531 $. Els homes tenien una renda mediana de 31.581 $ mentre que les dones 24.926 $. La renda per capita de la població era de 17.896 $. Entorn del 3,9% de les famílies i el 4,4% de la població estaven per davall del llindar de pobresa.

## Poblacions més properes
El següent diagrama mostra les poblacions més properes.